# Grupo Angelini
Grupo Angelini es un consorcio empresarial chileno, fundado por el empresario Anacleto Angelini. Es el décimo grupo económico de importancia en Chile según la revista Forbes, con una fortuna de 1500 millones de dólares en 2014. Sus inversiones están en ámbitos como energía, combustible, servicios agrícolas y pesqueros.
Su matriz de inversiones principal está formada por AntarChile S.A. mediante la cual controlan empresas COPEC, Celulosa Arauco, Minera isla Riesco, eléctrica Guacolda, Metrogas, Abastible y empresas ligadas al control pesquero y naviero como Astilleros Arica S.A., pesqueras Guanaye y Eperva, entre otras. También mantienen inversiones ligadas al rubro agrícola que son controladas por Inversiones Siemel S.A., donde el Grupo Angelini posee el 62,54% de la propiedad; empresas ligadas a esta matriz son Valle Grande S.A., RedToGreen S.A., entre otras.

## Empresas
- Empresas Copec
  - Celulosa Arauco y Constitución
  - Copec
  - Abastible
  - Metrogas
- Eléctrica Guacolda
- Sociedad Minera Isla Riesco
- Corpesca
- Orizon
- RedToGreen
- Blue Express
- Cruz del Sur
- Siemel
- Agrícola Valle Grande SA